# Heinrich Hartmann (Politiker, 1862)
Heinrich Hartmann (* 15. April 1862 in Wiesbaden; † 17. März 1938 ebenda) war ein deutscher Bauunternehmer und Mitglied des Provinziallandtages der Provinz Hessen-Nassau.

## Leben
Nach der Schulausbildung und dem Abschluss einer Lehre als Maler und Geselle gründete Heinrich Hartmann  1895 ein Bauunternehmen, betätigte sich kommunalpolitisch und war in den Jahren von 1902 bis 1913 und von 1924 bis 1928 Mitglied der Stadtverordnetenversammlung in Wiesbaden. 
Während des Ersten Weltkrieges erwarb er eine Ziegelei.
Im Mai 1924 kandidierte er erfolglos als Mitglied der Deutschen Wirtschaftspartei  im Wahlkreis 33 Hessen-Darmstadt für den Deutschen Reichstag.
Von 1926 bis 1932 hatte er ein Mandat für den Nassauischen Kommunallandtag des preußischen Regierungsbezirks Wiesbaden bzw. für den Provinziallandtag der Provinz Hessen-Nassau. Er war für den Stadtkreis Wiesbaden in dem Parlament und dort Mitglied des Finanz- und Ältestenausschusses. 
Von 1926 bis 1929 gehörte er der Hessen-Nassauischen Arbeitsgemeinschaft Stadt und Land und von 1930 bis 1932 war er Mitglied der Deutschen Wirtschaftspartei.
Er arbeitete bis 1934/35 in seinem Baugeschäft und der dazugehörigen Immobilienverwaltung, danach trat er in den Ruhestand.